# 鹟鵙属
鹟鵙属（学名：Hemipus）是雀形目钩嘴鵙科的一个属，包含两种小型鸟类，分布于亚洲。传统上，该属被归入山椒鸟科（Campephagidae）下。但目前有迹象表明，与钩嘴林鵙属（Tephrodornis）和王鵙属（Philentoma）一样，该属与盔鵙科（Prionopidae）及钩嘴鵙科（Vangidae）有着更近的亲缘关系。

## 形态特征
鹟鵙长约12.5至14.5厘米，体型纤细，两翼和尾部相当长。喙部和双足为黑色。上身羽毛较深，下身较浅，臀部白色。褐背鹟鵙的两翼上有大块白色斑点，而黑翅鹟鵙没有。

## 分布和范围
鹟鵙分布在南亚的阔叶林、林缘和次生林中。两个物种都有着大范围的分布而不被视为受威胁物种。褐背鹟鵙分布于印度次大陆、中国西南、东南亚大陆以及苏门答腊和婆罗洲的岛屿上。黑翅鹟鵙分布于马来半岛、苏门答腊、婆罗洲、爪哇岛和巴厘岛。

## 习性
鹟鵙常在林冠上觅食昆虫。常被成群地发现，常参与多种合群觅食。鹟鵙在飞翔时亦能捕获昆虫。
巢为杯状，建于树干上。每次可产二至三枚鸟蛋，色泽浅绿或浅粉，并带有较深的斑纹。双亲均会参与鸟巢的搭建、鸟蛋的孵化和幼鸟的抚养。

## 物种列表
- 黑翅鹟鵙
- 褐背鹟鵙